# Johnny Messner
Johnny Messner, född 11 april 1970, i Syracuse, New York, är en amerikansk skådespelare.

## Karriär
Johnny har gästspelat i tv-serier som tex. CSI: Crime Scene Investigation och andra säsongen av OC. Han har även spelat detektiven Jack Hale i FOX:s kriminal-dramaserie Killer Instinct. Johnny har varit med i ett antal filmer bland annat Anacondas: The Hunt for the Blood Orchid som Bill Johnson (2004) och i Running Scared (2006) där även Paul Walker är med.

## Filmografi

### Filmer
- Loaded (2007) ... Javon
- Remarkable Power (2007) ... Doug Wade
- Believers (2007) ... David Vaughn
- The Art of Travel (2007) .... Christopher Loren
- Bottoms Up (2006) .... Tony, Limochauffören
- Running Scared (2006) ... Tommy "Tombs" Perello
- One Last Thing... (2006) ... Jason O'Malley
- Gisslan (2005) ... Mr. Jones
- Our Time Is Up (2004) ... Playboy
- Anacondas: The Hunt for the Blood Orchid (2004) ... Bill Johnson
- The Whole Ten Yards (2004) ... Zevo
- DKNY Road Stories (2004)
- Spartan (2004) ... Grace
- Finding Home (2003) ... Nick
- Tears of the Sun (2003) ... Lake
- Snygg, sexig och singel (2002) ... Todd
- Operation Delta Force 4: Deep Fault (2001) ... Vickers
- Dancing in September (2000) ... Officer Jenkins

### TV-serier
- Knight Rider 2008 (2008) ... Sean
- Burn Notice (2007) ... Harrick
- Killer Instinct (2005-06) ... Detektiv Jack Hale
- OC (2005) (5 avsnitt) ... Lance Baldwin
- Tarzan (2003) ... Detektiv Michael Foster
- Men, Women & Dogs (2001) (1 avsnitt) ... Jim
- Vänner (2001) ... Kash
- Danny (2001) ... Cash
- CSI: Crime Scene Investigation (2000) ... Ted Sallanger
- Angel (1999) ... Kevin
- Rude Awakening (1999) ... Cute Podiatrist
- The Guiding Light (1998) ... Rob Layne